# 斯坦尼斯瓦乌夫省
斯坦尼斯瓦乌夫省（波蘭語：Województwo stanisławowskie）是波蘭第二共和國時期的一個省，位於該國東南部。1938年時面積16,894平方公里，1931年人口 1,480,300人。首府斯坦尼斯瓦乌夫（今伊萬諾-弗蘭科夫斯克）。
1939年時下分15縣、29市鎮、904村。1939年以後因德蘇瓜分而消失。現屬烏克蘭。